# Glaucostegus granulatus
Glaucostegus granulatus е вид акула от семейство Rhinobatidae. Видът е уязвим и сериозно застрашен от изчезване.

## Разпространение и местообитание
Разпространен е в Австралия, Виетнам, Индия (Андамански острови), Индонезия, Кувейт, Мианмар, Пакистан, Папуа Нова Гвинея, Тайланд, Филипини и Шри Ланка.
Обитава крайбрежията на морета и рифове.

## Описание
На дължина достигат до 2,8 m.
Популацията на вида е намаляваща.